# Тисов
Тисов (њем. Thiessow) општина је у њемачкој савезној држави Мекленбург-Западна Померанија. Једно је од 42 општинска средишта округа Риген. Према процјени из 2010. у општини је живјело 430 становника. Посједује регионалну шифру (AGS) 13061040.

## Географски и демографски подаци
Тисов се налази у савезној држави Мекленбург-Западна Померанија у округу Риген. Општина се налази на надморској висини од 3 метра. Површина општине износи 2,4 km². У самом мјесту је, према процјени из 2010. године, живјело 430 становника. Просјечна густина становништва износи 183 становника/km².